# William, It Was Really Nothing
Singles de The Smiths
Heaven Knows I'm Miserable Now
(1984) How Soon Is Now?
(1985)
William, It Was Really Nothing est une chanson du groupe de rock anglais The Smiths.
La chanson est sortie en single (sur le label Rough Trade Records) en août 1984. Le single a débuté à la 23e place du hit-parade britannique dans la semaine du 26 août au 1er septembre 1984 et atteint la 17e place la semaine suivante. La chanson sera aussi incluse dans l'album des Smiths Hatful of Hollow, qui sortira en novembre de la même année.
En 2004, Rolling Stone a classé cette chanson, dans la version originale des Smiths, 425e sur sa liste des « 500 plus grandes chansons de tous les temps ». (En 2010, le magazine rock américain a mis à jour sa liste, maintenant la chanson est 431e.)

## Composition
La chanson a été écrite par Johnny Marr et Morrissey. L'enregistrement des Smiths a été produit par John Porter.